# Efrén Zúñiga Torres
Efrén Zúñiga Torres (nombre completo de bautismo: Efrén Arístedes Súniga Torres). (Paute, Provincia de Azuay, 6 de febrero de 1910 — Sucúa, Provincia de Morona Santiago, 31 de diciembre de 1966). Persona Ilustre, colono, explorador y político ecuatoriano. Fue Gobernador de la Provincia de Morona Santiago.

## Biografía
Efrén Zúñiga nació el 6 de febrero de 1910 en el cantón Paute, Provincia de Azuay. Hijo de Agustín Zúniga (Súniga) y Juana Cruz Torres Illescas. Fue bautizado en la Iglesia de la Concepción de Guachapala el 9 de febrero de 1910. Efrén Zúñiga Torres es bisnieto de sexta generación del Capitán español Domingo de Torres y Lemus originario de Santiago de Compostela, Galicia, España.

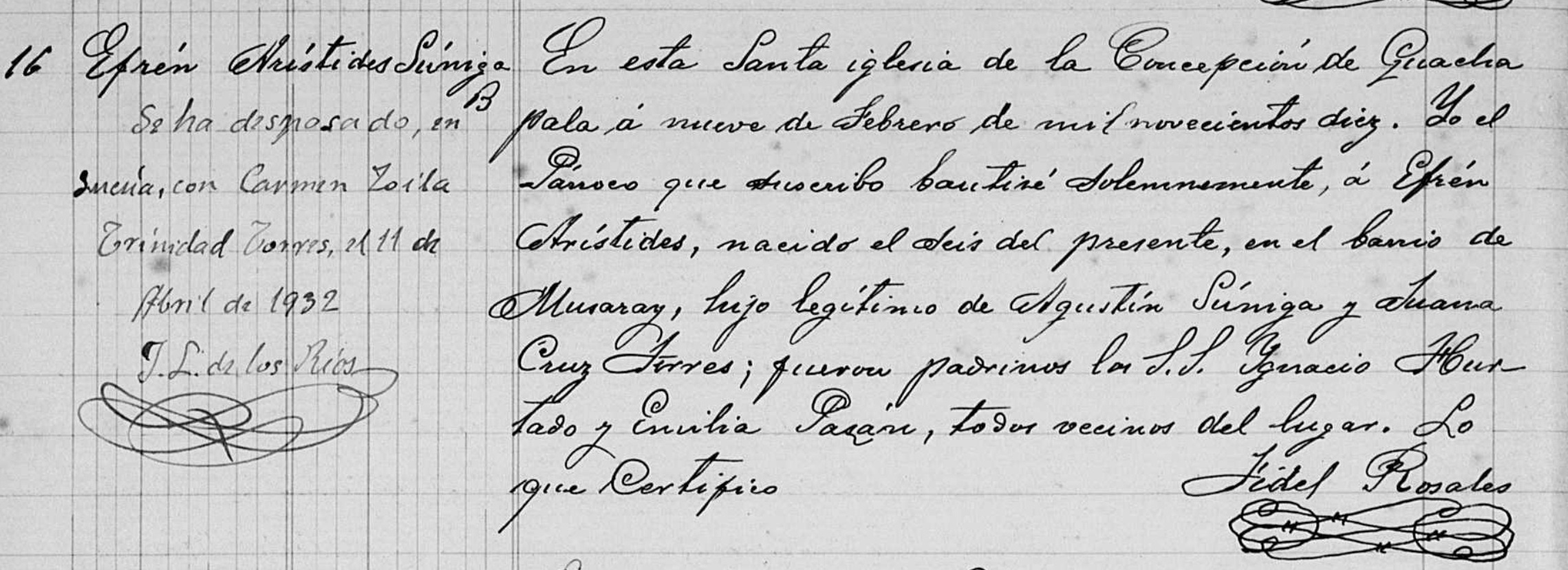
Fe de bautizmo de Efrén Zúñiga Torres

A mediados del año 1929, junto con sus padres, Efrén Zúñiga llegó a la actual ciudad de Sucúa. En esta ciudad el 11 de abril de 1932 se desposó con doña Carmen Trinidad Torres Ordóñez oriunda de la provincia de Azuay y de noble ascendencia española, descendiente de vigésimo sexta generación del Rey Ordoño III de León y nieta de novena generación del fundador y primer alcalde de la ciudad de Cuenca (Ecuador) el conquistador Gonzalo Martín De las Peñas y Ruíz, así como del Capitán, conquistador, enconmendador y regidor Hernán Sánchez Morillo y Ordóñez. El matrimonio de Efrén Zúñiga con Carmen Torres Ordóñez se convirtió en el primer matrimonio católico celebrado en la naciente ciudad de Sucúa de inicios del siglo XX.
Don Efrén Zúñiga desempeñó algunos cargos públicos, habiendo sido elegido Presidente del Municipio del Cantón Morona por dos ocasiones y además fue designado Gobernador de la Provincia de Morona Santiago.
Efrén Zúñiga falleció en la ciudad de Sucúa el 31 de diciembre de 1966 por causa de un cáncer hepático. Durante su enfermedad recibió las atenciones de su familia y de la misionera italiana de la Familia salesiana Sor Maria Troncatti 
El 8 de diciembre de 1991 la Casa de la Cultura Ecuatoriana acordó declarar a Efrén Zúñiga "Persona Ilustre" del cantón Sucúa por impulsor de la carretera Sucúa-Shoray y Gobernador de la provincia, dignidad que será ostentada en todos los actos públicos y de remembranza histórica. Además, recomendó su nombre a las actuales y futuras generaciones como ejemplo de dignidad y trabajo.

## La expedición Shoray
Efrén Zúñiga fue pionero y soñador de la ruta Shoray-Macas que uniría al Oriente Ecuatoriano con la Sierra.
En 1937 realizó una expedición abriendo una pica llamada Shoray, cuya finalidad era descubrir una ruta que uniera Sucúa con la rivera de la Provincia de Cañar; para lo cual tenían que cruzar las ramificaciones de la Cordillera de los Andes. La expedición dirigida por Efrén Zúñiga para abrir el camino Shoray-Sucúa la realizó en compañía de Pedro Días, Manuel Macao, Daniel Flores, entre otros valientes hombres. Estando en el camino tuvieron que desviarse hacia Amaluza por falta de provisiones, luego tomaron rumbo a la ciudad de Azogues siendo allí recibidos por las más altas autoridades.
Luego de algunos días retornaron a Sucúa por la vía Shoray juntamente con Alfredo Carvajal y otras personas naturales de Azogues, los mismos que fueron recibidos por los estudiantes de las escuelas, por miembros de las misiones religiosas y los pobladores de Sucúa.
El 4 de diciembre de 1945 conjuntamente con otra figura emblemática de Sucúa, don Arcesio González Vélez, hombre de espíritu de progreso y nobleza, organizaron una expedición para abrir una ruta que uniera la amazonía y serranía ecuatorianas. En esta expedición participaron: José Torres, Alberto Coello, Fidel Ríos, Francisco González, entre otros.
En 1965 culminó con éxito la última expedición en busca de la ruta Sucúa-Shoray con la participación de dos grupos: uno desde Shoray al mando de don Efrén Zúñiga Torres y otro desde Sucúa al mando de los señores Coello y Sacoto.
Tan solo un año después de alcanzar exitosamente su sueño "la ruta Shoray-Macas", Efrén Zúñiga falleció en la ciudad de Sucúa a consecuencia de un cáncer.
Efrén Zúñiga Torres es una Persona Ilustre del actual cantón Sucúa y de la Provincia de Morona Santiago. En vida se caracterizó por ser un hombre muy honrado, trabajador incansable y una persona de espíritu explorador, justo, generoso y solidario.

## Distinciones
- Persona Ilustre: El 8 de diciembre de 1991 la Casa de la Cultura Ecuatoriana "Benjamín Carrión" acordó declarar a don Efrén Zúñiga Torres Persona Ilustre del Cantón Sucúa.

Considerando que Efrén Zúñiga ha prestado relevantes servicios por el progreso sociocultural de Sucúa ... acuerda: Declarar PERSONA ILUSTRE del cantón Sucúa por impulsor de la carretera Sucúa-Shoray y Gobernador de la Provincia, dignidad que será ostentada en todos los actos públicos y de remembranza histórica; recomendar su nombre a las actuales y futuras generaciones como ejemplo de dignidad y trabajo.
8 de diciembre de 1991.

Declaratoria de Persona Ilustre a Efrén Zúñiga Torres

- Odónimo: Una calle de la ciudad de Sucúa lleva el nombre de "calle Efrén Zúñiga", en reconocimiento por su destacada trayectoria pública y de servicio para el progreso de su pueblo.